# 당 덕종
당 덕종 이괄(唐德宗 李适, 742년 5월 27일(음력 4월 19일) ~ 805년 2월 25일(음력 1월 23일))은 중국 당나라의 제9대 황제이며, 당 대종의 장남이다. 어머니는 대종의 황후인 예진황후 심씨(睿眞皇后 沈氏)이다.

## 생애
758년에 아버지 이예가 황태자에 책봉되자, 이괄은 황태손에 책봉되었고, 764년에 황태자에 책봉되었다. 779년에 부황 이예가 붕어하자, 바로 즉위하였다. 이듬해인 780년에 재정을 개선시켰고, 재상 양염(楊炎)의 건의에 따라 조·용·조 제도에서 양세법(兩稅法)으로 바꾸었다. 그 때에도 반란은 잦았으며, 장군인 주비(朱泚)가 황제를 참칭하자, 이괄은 군사를 보내어 한중에서 반란군을 격파하였다.
중앙 집권을 강화하려 힘썼고, 수도 장안의 상업을 더욱 늘려, 어떤 사람들은 이 때를 '중흥의 치'라 부르기도 했다. 하지만, 집권력을 강화하는 과정에서 환관들을 많이 등용하는 폐단이 발생하여, 이는 훗날 당나라의 멸망의 한 원인이 되기도 한다.
이괄은 805년에 64세의 나이로 붕어하였다.

## 존호, 시호, 묘호, 능호
생전 존호는 성신문무황제(聖神文武皇帝)이다.
시호는 신무효문황제(神武孝文皇帝)이다.
묘호는 덕종(德宗)이며, 능호는 숭릉(崇陵)이다.

## 가족관계

### 조부모와 부모
- 조부 : 숙종(肅宗) 문명황제(文明皇帝) 이형(李亨)
- 조모 : 장경황후(章敬皇后) 오씨(吳氏)
- 부친 : 대종(代宗) 예문황제(睿文皇帝) 이예(李豫)
- 모친 : 예진황후(睿眞皇后) 심씨(沈氏)

### 황후
| 봉호       | 시호                | 별칭       | 이름(성씨) | 재위년도 | 생몰년도  | 국구(장인/장모)                                         | 능묘       | 비고  |
| ---------- | ------------------- | ---------- | ---------- | -------- | --------- | ------------------------------------------------------- | ---------- | ----- |
| 황후(皇后) | 소덕황후 (昭德皇后) | 왕씨(王氏) | [ 1 ]      | 786년    | ? ~ 786년 | 성국공(郕國公) 왕우(王遇) 성국부인(郕國夫人) 정씨(鄭氏) | 숭릉(崇陵) | [ 2 ] |

### 후궁
| 봉호(시호)     | 별칭           | 이름(성씨)     | 생몰년도 | 비고    |
| -------------- | -------------- | -------------- | -------- | ------- |
| 폐귀비(廢貴妃) |                | 왕씨(王氏)     |          |         |
| 현비(賢妃)     |                | 위씨(韋氏)     |          |         |
| 덕비(德妃)     | 충용(充容)     | 무씨(武氏)     |          |         |
| 혜비(惠妃)     |                | 조씨(趙氏)     |          |         |
| 소의(昭儀)     | 대소의(大昭儀) | 왕씨(王氏)     |          |         |
| 소의(昭儀)     | 소소의(小昭儀) | 왕씨(王氏)     |          |         |
| 수의(修儀)     |                | 조씨(趙氏)     |          |         |
| 소용(昭容)     |                | 왕씨(王氏)     |          |         |
| 소원(昭媛)     |                | 왕씨(王氏)     |          |         |
| 수용(修容)     |                | 왕씨(王氏)     |          |         |
| 수용(修容)     |                |                |          |         |
| 충용(充容)     |                | 최씨(崔氏)     |          |         |
| 충의(充儀)     |                | 양씨(楊氏)     |          |         |
| 재인(才人)     |                | 왕씨(王氏)     |          |         |
| 미인(美人)     |                | 왕씨(王氏)     |          |         |
| 미인(美人)     |                | 위씨(韋氏)     |          |         |
|                |                | 김정란(金井蘭) |          | 신라인. |

### 황자
| -    | 봉호                | 시호                    | 이름       | 생몰년도      | 생모          | 자식      | 별칭  | 비고                    |
| ---- | ------------------- | ----------------------- | ---------- | ------------- | ------------- | --------- | ----- | ----------------------- |
| 장남 | 황태자(皇太子)      |                         | 이송(李誦) | 761년 ~ 806년 | 소덕황후 왕씨 | 23남 13녀 | [ 3 ] | 제10대 황제 순종(順宗). |
| 차남 | 서왕(舒王)          |                         | 이의(李誼) | 763년 ~ 805년 |               | 2남       | [ 4 ] | [ 5 ]                   |
| 3남  | 통왕(通王)          |                         | 이심(李諶) | 771년 ~ 798년 |               |           |       |                         |
| 4남  | 건왕(虔王)          |                         | 이량(李諒) |               |               |           |       |                         |
| 5남  | 숙왕(肅王)          |                         | 이상(李詳) | 779년 ~ 782년 |               |           |       | 요절함.                 |
| 6남  | 자왕(資王)          |                         | 이겸(李謙) |               |               |           |       |                         |
| 7남  | 진운군왕 (縉雲郡王) |                         | 이인(李諲) |               |               |           | [ 6 ] | [ 7 ]                   |
| 8남  | 옹왕(邕王)          | 문경황태자 (文敬皇太子) | 이원(李謜) | 782년 ~ 799년 |               |           | [ 8 ] | [ 9 ]                   |
| 9남  | 조왕(照王)          |                         | 이계(李誡) |               |               |           |       |                         |
| 10남 | 흠왕(欽王)          |                         | 이악(李諤) |               |               |           |       |                         |
| 11남 | 진왕(珍王)          |                         | 이함(李諴) | 801년 ~ 833년 |               |           |       |                         |

### 황녀
딸 이라고만 쓰여있는 자녀는 몇번째 자녀인지 알려진 바가 없음.
| -    | 봉호                | 시호       | 이름 | 생몰년도      | 생모          | 부마                                                       | 별칭   | 비고    |
| ---- | ------------------- | ---------- | ---- | ------------- | ------------- | ---------------------------------------------------------- | ------ | ------- |
| 장녀 | 한국공주 (韓國公主) | 정목(貞穆) |      | 762년 ~ 784년 | 소덕황후 왕씨 | 위유(韋宥)                                                 | [ 10 ] |         |
| 딸   | 위국공주 (魏國公主) | 헌목(憲穆) |      |               |               | 왕사평(王士平)                                             | [ 11 ] |         |
| 딸   | 정국공주 (鄭國公主) | 장목(莊穆) |      |               |               | 장무종(張茂宗)                                             | [ 12 ] |         |
| 딸   | 임진공주 (臨眞公主) |            |      |               |               | 설쇠(薛釗)                                                 |        |         |
| 딸   | 영양공주 (永陽公主) |            |      |               |               | 최인(崔諲)                                                 |        |         |
| 딸   | 보령공주 (普寧公主) |            |      |               |               |                                                            |        | 요절함. |
| 딸   | 연국공주 (燕國公主) | 양목(襄穆) |      | ? ~ 808년     |               | 장수 가한(長壽 可汗) 약라갈 돈막하달간 (藥羅葛 頓莫賀達干) | [ 13 ] |         |
| 딸   | 의천공주 (義川公主) |            |      |               |               |                                                            |        | 요절함. |
| 5녀  | 의도공주 (宜都公主) |            |      | 772년 ~ 803년 |               | 류욱(柳昱)                                                 |        |         |
| 딸   | 진평공주 (晉平公主) |            |      |               |               |                                                            |        | 요절함. |
| 11녀 | 문안공주 (文安公主) |            |      | 793년 ~ 828년 |               |                                                            |        |         |

## 기년
| 덕종        | 원년            | 2년        | 3년        | 4년        | 5년             | 6년             | 7년        | 8년        | 9년        | 10년       |
| ----------- | --------------- | ---------- | ---------- | ---------- | --------------- | --------------- | ---------- | ---------- | ---------- | ---------- |
| 서력 (西曆) | 780년           | 781년      | 782년      | 783년      | 784년           | 785년           | 786년      | 787년      | 788년      | 789년      |
| 간지 (干支) | 경신(庚申)      | 신유(辛酉) | 임술(壬戌) | 계해(癸亥) | 갑자(甲子)      | 을축(乙丑)      | 병인(丙寅) | 정묘(丁卯) | 무진(戊辰) | 기사(己巳) |
| 연호 (年號) | 건중(建中) 원년 | 2년        | 3년        | 4년        | 흥원(興元) 원년 | 정원(貞元) 원년 | 2년        | 3년        | 4년        | 5년        |
| 덕종        | 11년            | 12년       | 13년       | 14년       | 15년            | 16년            | 17년       | 18년       | 19년       | 20년       |
| 서력 (西曆) | 790년           | 791년      | 792년      | 793년      | 794년           | 795년           | 796년      | 797년      | 798년      | 799년      |
| 간지 (干支) | 경오(庚午)      | 신미(辛未) | 임신(壬申) | 계유(癸酉) | 갑술(甲戌)      | 을해(乙亥)      | 병자(丙子) | 정축(丁丑) | 무인(戊寅) | 기묘(己卯) |
| 연호 (年號) | 6년             | 7년        | 8년        | 9년        | 10년            | 11년            | 12년       | 13년       | 14년       | 15년       |
| 덕종        | 21년            | 22년       | 23년       | 24년       | 25년            | 26년            |            |            |            |            |
| 서력 (西曆) | 800년           | 801년      | 802년      | 803년      | 804년           | 805년           |            |            |            |            |
| 간지 (干支) | 경진(庚辰)      | 신사(辛巳) | 임오(壬午) | 계미(癸未) | 갑신(甲申)      | 을유(乙酉)      |            |            |            |            |
| 연호 (年號) | 16년            | 17년       | 18년       | 19년       | 20년            | 21년            |            |            |            |            |

## 같이 보기
- 한국전쟁초반 도강 직후 대전에서 국회의장 신익희, 국회부의장 장택상, 조봉암은 함께 대통령 이승만을 찾아가 '수도 서울을 지키겠다고 약속해놓고 약속을 위반하고 도주한 것에 대한 대국민사과를 발표'하라고 요구했으나 이승만은 '내가 당 덕종이냐'면서 거절했다. 당 덕종은 반란을 진압한 뒤 백성들이 난에 휩쓸린 것은 자신의 잘못 때문이라고 사과한 바 있다.[14]